# Проклятье Штирии
«Проклятье Штирии» (англ. The Curse of Styria) — фильм ужасов 2014 года, дебют режиссёров Маурисио Черновецки и Марка Девендорфа. Фильм снят по мотивам новеллы 1872 года «Кармилла» Джозефа Шеридана Ле Фаню, послужившей основой для множества фильмов о вампирах-женщинах. Тэглайн: Любовь требует жертв.
Впервые фильм был показан 25 октября 2013 года в рамках кинофестиваля «Horrible Imaginings» в Сан-Диего. 24 февраля 2014 года фильм был показан на кинофестивале «Sedona Film Festival». 21 августа 2014 года фильм был показан на кинофестивале «Macabro Festival» в Мексике.

## История создания
Съёмки проводились в венгерских городах Асод, Будапешт и Тура (Schlossberger kastély) с 2011 по 2012 год. В процессе съёмок, на официальном сайте фильма становились доступными отдельные видеофрагменты, размещенные в окнах на фотографии фасада дома.
С 14 сентября по 14 октября 2012 года через интернет-сервис «Кикстартер» были собраны средства на лицензирование музыки в саундтреке (Joy Division, The Jesus and Mary Chain, The Cure, Swans, Siouxsie and the Banshees).
Изначально, фильм должен был носить название «Штирия» (Styria), но в 2013 году оно было изменено на «Проклятье Штирии» (The Curse of Styria).

## Сюжет
Действие фильма происходит в 1989 году. Лару исключают из школы, и её отец, доктор Хилл, вынужден взять дочь с собой в экспедицию в страны за железным занавесом. Они отправляются в разрушенный замок Карнштейн. Там они знакомятся с молодой девушкой Кармиллой. Лара привлечена Кармиллой, и вместе они бродят по развалинам замка и окрестным лесам. Тем временем таинственные силы просыпаются в замке и одолевают его обитателей. Местный генерал хочет уничтожить замок, место нечистой силы, и всех, кто там находится. Кармилла предлагает Ларе спасение, но для этого девушка должна пройти ужасное испытание.

## В ролях
| Актёр             | Роль            |
| ----------------- | --------------- |
| Стивен Ри         | доктор Хилл     |
| Элеонор Томлинсон | Лара            |
| Эрика Марожан     | мисс Ева Пастор |
| Юлия Петруха      | Кармилла        |
| Кейти Сильверман  | Лара в детстве  |
| Джулс Уиллкокс    | мать            |
| Миклош Шекели     | отец Евы        |
| Яцек Ленартович   | генерал Шпигель |
| Герда Пикали      | мать Лары       |

## Награды и номинации
- 2014 — премия «Dances With Films» в категории «Industry Choice Award — Feature» (Маурисио Черновецки, Марк Девендорф, MCMD Films)

## Саундтрек
1. I’m Taking You Home (1:42)
2. Crossing the Border (3:56)
3. The Shower (1:07)
4. Dark Dreams (0:39)
5. No Police (3:07)
6. My Name Is Carmilla (4:05)
7. The Duty of the Patriarch (6:01)
8. The Olden Days (2:09)
9. In Styria We Are One! (5:26)
10. Grave of the Suicides (2:47)
11. Lost for Eternity (2:43)
12. Lara Discovers the Letter (1:34)
13. Symptoms of Mass Hysteria (4:20)
14. Butterflies (7:00)
15. Blackness Follows Her (3:03)
16. Lida’s Burial (2:26)
17. The Beast, the Monster (7:55)
18. You Can Join Me (0:48)
19. Styria Becomes Her (6:47)